# When You're Looking Like That
«When You're Looking Like That» es un sencillo de la banda Irlandesa Westlife. Fue lanzado solamente en Australia, Sureste Asiático, Latinoamérica y algunos países de Europa Continental. En abril de 2008, el grupo Alemán de tecno Topmodelz reeditó la canción.
La banda también hizo una versión en español para la canción, titulada "Con lo bien que te ves" y fue lanzada en todos los países de habla hispana.

## Presencia en las listas
| País          | Lista musical             | Tope |
| ------------- | ------------------------- | ---- |
| Alemania      | German Singles Chart      | 24   |
| Australia     | Australian Singles Chart  | 19   |
| Bélgica       | Flanders Singles Chart    | 19   |
| Dinamarca     | Danish Singles Chart      | 6    |
| Nueva Zelanda | New Zealand Singles Chart | 30   |
| Países Bajos  | Netherlands Singles Chart | 23   |
| Suecia        | Sencillos                 | 9    |
| Suiza         | Sencillos                 | 47   |
| Reino Unido   | Romanian Singles Chart    | 50B  |
| Rumanía       | UK Radio Airplay Chart    | 43   |

Nota:

A El sencillo también se posicionó en el nº 7 en Viva Lesercharts de Alemania.

B Este sencillo no fue lanzado oficialmente en el Reino Unido: